# The Neon Boys
The Neon Boys — нью-йоркская прото-панк-группа, созданная в 1972 году двумя будущими «крёстными отцами» панк-рока Томом Верленом и Ричардом Хэллом. Также в группу входил ударник Билли Фикка. Группа стала предтечей для таких коллективов, как Television и The Voidoids.
Известно, что в 1973 году на роль второго гитариста в группе пробовались ещё неизвестные тогда Ди Ди Рамон и Крис Стейн (будущие основатели Ramones и Blondie соответственно). После записи нескольких песен летом 1973 года к группе присоединился гитарист Ричард Ллойд, и они переименовались в Television. Под таким названием группа и стала знаменита, хотя к моменту начала студийных сессий Television Хэлл уже ушёл в Johnny Thunders & The Heartbreakers, а позже основал Richard Hell & The Voidoids.
Две песни группы — «Love Comes in Spurts» и «That’s All I Know (Right Now)» — были выпущены на вышедшем после распада группы (1980) EP, на обратной стороне которого были две песни Хэлла с Voidoids. Туда вошла и ещё одна песня группы, «High-Heeled Wheels», позже выпущенная синглом лейблом «UK Overground». Известно, что The Neon Boys также записали песни «Tramp», «Hot Dog» и «Poor Circulation», но они до настоящего момента не выпущены.
Кавер-версия «That’s All I Know (Right Now)» была записана Sonic Youth.

## Дискография

### Мини-альбомы
- Сплит с Richard Hell & The Voidoids: "Time"/"Don't Die"/"That's All I Know (Right Now)"/"Love Comes In Spurts" (1980)
- Сплит с Richard Hell & The Voidoids: "Time"/"Don't Die"/"That's All I Know (Right Now)"/"Love Comes In Spurts"/"High Heeled Wheels" (1991)